# Äspö, Söderköpings kommun
Äspö är en ö i Sankt Annas skärgård i Söderköpings kommun, belägen vid Finntarmen och Södra Finnö. 
Där ön gränsar mot Stora Marö återfinns ett mycket smalt sund, Fävaströmmen.
På ön bedrevs jordbruk fram till 1970-talet. En större restaureringshuggning för att återskapa de gamla betesmarkerna gjordes under år 2006. Ön har annars ett omväxlande landskap med både barrskog, lövskog och ängar.
Ålfiske har länge bedrivits i de grunda och dyiga vattnen runt ön. 
Äspö hade länge bofast befolkning men 1997 lämnade de två sista bofasta ön.